# Xaïkh Djunayd
Xaykh Junayd ibn Ibrahim (? - 4 de març de 1460) fou el quart xeic safàvida, successor del seu pare Ibrahim com a líder de l'organització a Ardabil el 1447/1448. Fou pare de Xaïkh Haydar. Va organitzar els seus seguidors militarment i es va enfrontar a Jahan-Xah, l'emir qara qoyunlu de l'Azerbaidjan que li va ordenar sortir dels seus territoris. Djunayd va fugir a l'Anatòlia però els otomans el van expulsar i se'n va anar al Beylik de Karaman-oğlu i després a Síria però el sultà mameluc Čakmak va ordenar la seva detenció i va fugir cap al nord (vers 1452 o 1453) i es va refugiar a Djanik, a la mar Negra; va intentar capturar Trebisonda sense èxit (1456) i va anar a Hisn Kayfa i allí a Amida on va viure tres anys (1456-1459) amb els aq qoyunlu i es va casar amb Khadija Begum, germana d'Uzun Hasan (vers 1458). El 1459 va sortir d'Amida i va intentar recuperar Ardabil, però enfrontat a forces qara qoyunlu es va dirigir al Caucas contra els circassians, però quan creuava territori del shirwanshah Khalil Allah ibn Shaykh Ibrahim fou atacat i mort prop de Tabarsaran, a la vora del riu Kur, el 1460.